# (73248) 2002 JC41
(73248) 2002 JC41 – planetoida z pasa głównego asteroid okrążająca Słońce w ciągu 3,78 lat w średniej odległości 2,42 j.a. Odkryta 8 maja 2002 roku.